# Hrabstwo Webster (Missisipi)
Hrabstwo Webster (ang. Webster County) – hrabstwo w stanie Missisipi w Stanach Zjednoczonych. Obszar całkowity hrabstwa obejmuje powierzchnię 423,34 mil² (1096,45 km²). Według szacunków United States Census Bureau w roku 2009 miało 9852 mieszkańców.
Hrabstwo powstało w 1874 roku.
Hrabstwo należy do nielicznych hrabstw w Stanach Zjednoczonych należących do tzw. dry county, czyli hrabstw gdzie decyzją lokalnych władz obowiązuje całkowita prohibicja.

## Miejscowości
- Eupora
- Maben
- Mathiston

## Wioski
- Mantee
- Walthall[6]

| Populacja hrabstwa w poprzednich latach | Populacja hrabstwa w poprzednich latach |
| Rok                                     | Liczba ludności                         |
| --------------------------------------- | --------------------------------------- |
| 1980                                    | 10 298                                  |
| 1990                                    | 10 222                                  |
| 2000                                    | 10 294                                  |
| 2005                                    | 10 092                                  |